# Cerro Quemado
Cerro Quemado är en ort i Mexiko.   Den ligger i kommunen San Pedro Ixcatlán och delstaten Oaxaca, i den sydöstra delen av landet, 300 km sydost om huvudstaden Mexico City. Cerro Quemado ligger 230 meter över havet och antalet invånare är 1 122.
Terrängen runt Cerro Quemado är varierad. Runt Cerro Quemado är det ganska tätbefolkat, med 86 invånare per kvadratkilometer. Närmaste större samhälle är San Felipe Jalapa de Díaz, 10,1 km söder om Cerro Quemado. I omgivningarna runt Cerro Quemado växer i huvudsak städsegrön lövskog.